# Shankill
Shankill (forma anglicizzata) o Seanchill (in irlandese) è un sobborgo della città di Dublino, capitale dell'Irlanda, situata nell'area amministrativa di Dún Laoghaire-Rathdown.